# Microregione di Curimataú Ocidental
Curimataú Ocidental è una microregione dello Stato di Paraíba in Brasile, appartenente alla mesoregione di Agreste Paraibano.

## Comuni
Comprende 11 comuni:
- Algodão de Jandaíra
- Arara
- Barra de Santa Rosa
- Cuité
- Damião
- Nova Floresta
- Olivedos
- Pocinhos
- Remígio
- Soledade
- Sossêgo